# Andrzej Łojszczyk
Andrzej Łojszczyk (ur. 1941 w Warszawie) – polski malarz i pedagog, doktor sztuk plastycznych, związany z warszawską ASP.

## Życie i twórczość
W 1959 roku ukończył Liceum Ogólnokształcące im. gen. Józefa Sowińskiego w Warszawie. Absolwent Wydziału Malarstwa warszawskiej ASP (1969), gdzie uzyskał dyplom z wyróżnieniem ze specjalizacją w konserwacji zabytków. W 1980 był jednym z inicjatorów utworzenia koła "Solidarności" w Akademii Sztuk Pięknych w Warszawie. W latach 1985–1993 pracował przy konserwacji XVIII-wiecznych misji pofranciszkańskich na terenie Kalifornii. Po powrocie do Polski zajmował się m.in. projektowaniem witraży do kościołów na terenie Mazowsza i Podlasia. W jego twórczości malarskiej wyróżniają się takie tematy jak martwe natury, tematyka sakralna oraz ciało ludzkie. W latach 1995–1999 pełnił funkcję Zastępcy Generalnego Konserwatora Zabytków, a w okresie 1999-2001 był Dziekanem Wydziału Konserwacji na warszawskiej ASP. W 2014 roku uzyskał doktorat ze sztuk plastycznych na Wydziale Malarstwa ASP.

## Nagrody
- Nagroda Pegaza Akademii Sztuk Pięknych w Warszawie (2002)
- Nagroda Ministra Kultury i Sztuki za działalność dydaktyczną, artystyczną i konserwatorską (2003)